# Повелителят на крадците
„Повелителя на крадците“ (на немски: Herr der Diebe) е книга за деца, написана от германската писателка Корнелия Функе. За първи път е публикувана през 2000 г.

## Сюжет
След смъртта на майка си две момчета бягат от студения Хамбург и от леля си, която иска да осинови само по-малкия Бо и да даде в пансион по-големия непокорен Проспер. Братята отиват до Венеция и там се запознават с група бездомни деца, чийто предводител е Сципио, наричан „Повелителя на крадците“. 

## Адаптации
През 2006 г. по книгата е направен филмът „Кралят на крадците“ с участието на Арън Тейлър-Джонсън, Джаспър Харис, Карол Бойд и др. 